# Lophoziopsis excisa
Lophoziopsis excisa là một loài rêu tản trong họ Jungermanniaceae. Loài này được (Dicks.) Konstant. & Vilnet mô tả khoa học lần đầu tiên năm 2009.